# Velika nagrada San Rema
Velika nagrada San Rema je bila automobilistička utrka, koja se 1937. i od 1947. do 1951. vozila u Sanremu u Italiji. Od 1948. do 1951., Velika nagrada San Rema je bila neprvenstvena utrka Formule 1, ali nikad nije bila dio kalendara Svjetskog prvenstva Formule 1.

## Pobjednici
| Godina        | Kategorija                              | Vozač                                   | Vozač                                   | Konstruktor                             | Staza                                   |
| ------------- | --------------------------------------- | --------------------------------------- | --------------------------------------- | --------------------------------------- | --------------------------------------- |
| 1937.         | Voiturette                              | 16                                      | Achille Varzi                           | Maserati                                | San Remo                                |
| 1938. − 1946. | Velika nagrada San Rema se nije vozila. | Velika nagrada San Rema se nije vozila. | Velika nagrada San Rema se nije vozila. | Velika nagrada San Rema se nije vozila. | Velika nagrada San Rema se nije vozila. |
| 1947.         | Sports Car                              | 46                                      | Yves Giraud-Cabantous                   | Delahaye                                | Ospedaletti                             |
| 1948.         | Formula 1                               | 34                                      | Alberto Ascari                          | Maserati                                | Ospedaletti                             |
| 1949.         | Formula 1                               | 18                                      | Juan Manuel Fangio                      | Maserati                                | Ospedaletti                             |
| 1950.         | Formula 1                               | 18                                      | Juan Manuel Fangio                      | Alfa Romeo                              | Ospedaletti                             |
| 1951.         | Formula 1                               | 18                                      | Alberto Ascari                          | Ferrari                                 | Ospedaletti                             |

## Vanjske poveznice
- San Remo GP - Chicane F1